# Dutch Flat
Dutch Flat, ou parfois Dutchman's Flat, est un secteur non constitué en municipalité et census-designated place située dans le comté de Placer dans l'État de Californie, aux États-Unis.
Il est enregistré comme le California Historical Landmark no 397.